# Caladonus coquilletti
Caladonus coquilletti är en insektsart som beskrevs av Van Duzee 1890. Caladonus coquilletti ingår i släktet Caladonus och familjen dvärgstritar. Inga underarter finns listade i Catalogue of Life.